# フアン・サンチェス・コターン

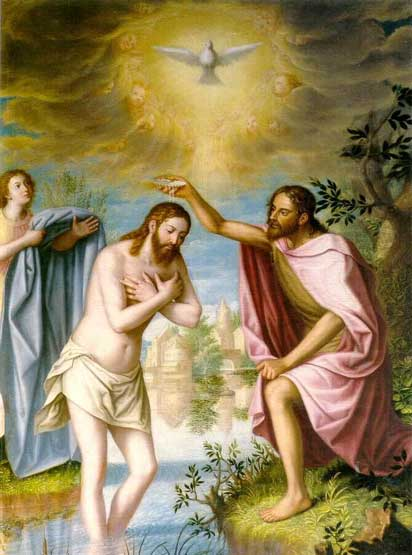
フアン・サンチェス・コタンの宗教画

フアン・サンチェス・コタン（Juan Sánchez Cotán, 1560年6月25日 - 1627年9月8日）は、バロックの画家で、スペインにおける写実主義のパイオニア。彼の静物画（ボデゴン=厨房画とも呼ばれる）はどれもきわだって厳粛なスタイルで描かれていて、同時期のオランダ、イタリアの同種の絵画と比較されることが多い。

## 生涯
サンチェス・コターンはトレド近郊のオルガスで生まれた。ブラス・デ・プラドとは友人で、もしかしたら弟子だったのかも知れない。プラドは、写実的な筆致にマニエリスム表現が見られる静物画で有名な画家だったが、サンチェス・コターンはそれをさらに進化させている。サンチェス・コターンは最初、祭壇の絵や宗教作品を書いていた。それから約20年間、トレドの上流階級の後援を受け、宗教を題材にした作品や、肖像画、静物画などを描いて生計を立て続けた。これらの絵はトレドの知識人の中に理解者を得た。サンチェス・コターンは世俗的な生活を終える前、17世紀の変わり目に、注目に値する静物画を数枚描いた。その中の一つが、『マルメロ、キャベツ、メロン、キューリのある静物』（1602年）である。
1603年8月10日、40代になったサンチェス・コターンはトレドの仕事場をたたみ、サンタ・マリア・デ・エル・パウラールのカルトジオ会修道院に入った。しかし、絵は続け、神秘主義的な宗教画を描いた。常に人に優しい、物欲のない質素で慎み深い性格であったという。1612年、彼はグラナダのカルトゥハ修道院に派遣され、そこで修道士になろうと決め、翌年、助修士としてカルトゥハ修道院に入った。以上の動機ははっきりしていないが、その時代にはよくあることだった。
サンチェス・コターンはたくさんの宗教画を描いたが、それはもっぱら所属する修道院への義務を果たすためで、そのピークは1615年にきた。カルトゥハ修道院の回廊の8つの素晴らしい連作画を描いたのもこの年である。この連作画は聖ブルーノによる修道会設立と、イングランドでのプロテスタントによる修道士弾圧を描いたものである。
彼の宗教画は古めかしい雰囲気であるが、光と量感の処理に格別な関心を持っていたのは明らかで、サンチェス・コターンがエル・エスコリアルで会ったことのあるイタリア人画家ルカ・カンビアーソの若干の作品に匹敵する。とはいえ、宗教画家として、サンチェス・コターンはさほど有名でない。しかし、静物画家としては、彼の名前はヨーロッパの絵画の偉大な人物と列されている。
サンチェス・コタンが捨てた俗世では、なおサンチェス・コタンの影響が強く残っていた。光と影の表現で、オブジェ間での関係性と現実の中の幻想を描こうとする彼の姿勢は、フアン・バン・デル・アメン、フェリペ・ラミレス、ヴィンチェンツォ・カルドゥッチおよびバルトロメーオ・カルドゥッチ兄弟、さらにフランシスコ・デ・スルバランといった後のスペイン画家たちの作品に強い影響を与えた。サンチェス・コターンは生涯を通じて、あまねく愛され、また聖人として尊敬された。1627年、グラナダで死去。

## 作風
スタイル的には、サンチェス・コタンの作品は、ヴェネツィア派の影響とエル・エスコリアルのエスクエラ（学校）との間に位置する。つまり、マニエリスムからバロックへの移行期である。彼は、スペイン黄金世紀の始まった頃の、テネブリズムの初期のパイオニアだった。彼の宗教画は素朴な感受性と穏やかなリズムを持ってはいるが、美術史において、サンチェス・コタンの名声はもっぱら静物画によって得られている。しかし、それらのうち現存しているのは数点しかない。その厳格な自然主義は、当時流行していた絵画のスタイルと共通するものを何も持っていない。

## 静物画

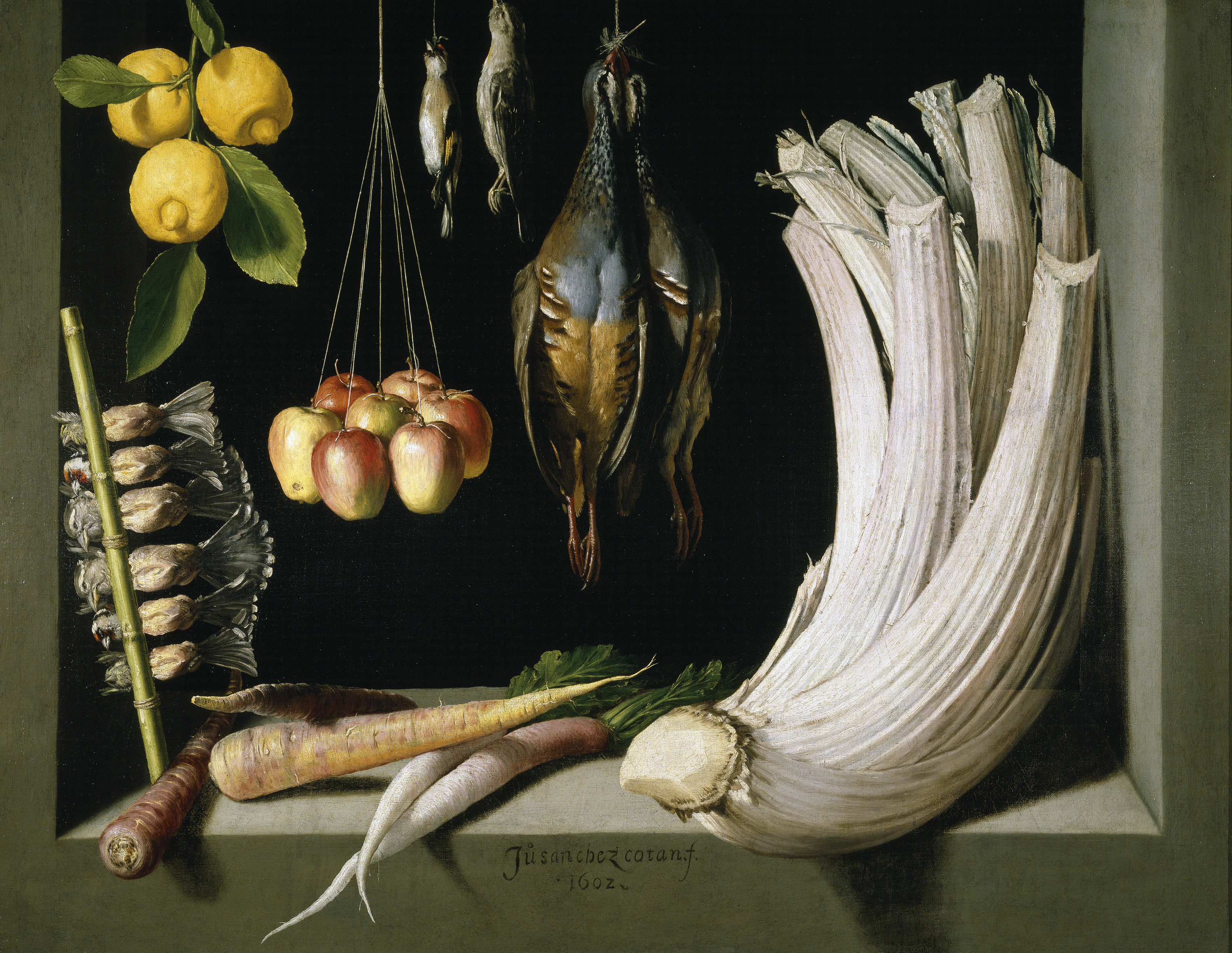
フアン・サンチェス・コターン『狩猟の獲物、野菜と果物のある静物』（1602年）マドリード、プラド美術館

16世紀末はスペイン、北イタリア、フランドルで静物画が独立のジャンルとして確立し始めた時代であった。サンチェス・コターンはスペイン静物画の、厨房や野菜などの食材を写実的に描く「ボデゴン」の典型を確立した。特徴的に、彼は2、3の単純な果物や野菜を描いた。それらのうちいくつかは、高さを違えるため細い糸で吊され、窓の出っ張りに置かれた。暗い背景の前で、その形はほとんど幾何学的な明瞭さで浮き出ている。計り知れない暗黒に逆らうかのような直射日光を浴びた静物との調和こそ、初期スペイン静物画の特質である。神秘的な質感を帯びた明暗をともなって、それぞれの形状は精密に描かれ、描かれた物の迫真性は、17世紀の他のどんな画家も越えられないほど、きわめて強烈な域に達している。彼の描いた『マルメロ、キャベツ、メロン、キューリのある静物』（1602年）は、現存するものとしてはスペイン最古の静物画とされている。
一部の美術史家たちは、禁欲的な人物像と、後の修道院での生活との関連から、サンチェス・コターンは表現を控えていると言っている。彼らはこの世の喜びと豊かさを修道院は否定していると信じているようだ。しかし、彼の描く果物や野菜は美しい、まるでバレエのような構図で並んでいる。ちなみに、カルトジオ会は菜食主義で、彼がよく描く獲物の鳥は食べない。
サンチェス・コタンは静物画の中に人間を描くことは一度もなかった。また、野菜や果物をつり下げる糸以外に人工物を描かなかった。これは、17世紀には食べ物や野菜を腐敗から防ぐ共通の手段があったことを意味している。オブジェがおのおの触れあうほど近くに配置されていたとしても、それらは離れているように思える。それぞれを描写する写実性のせいで（さらに真っ暗な背景の効果も合わさって）、それらは記念碑や彫刻のような重力を持っているのである。